# Pempelfort
Pempelfort ist ein Stadtteil der Landeshauptstadt Düsseldorf. Er liegt in der Mitte des Stadtbezirks 1.
Wegen seiner zentralen Lage, seiner dichten, gemischten und historischen Bebauung sowie seiner Prägung durch Kleinbetriebe der Kultur- und Kreativwirtschaft gilt er als Quartier mit urbaner Atmosphäre. Daher ist er bei jungen Menschen und Singles sehr beliebt. Die Sozialstruktur im Stadtteil ist facettenreich – sowohl hinsichtlich des Alters als auch des Einkommens seiner Einwohner. Es gibt viele alteingesessene Bewohner, die die Traditionen ihrer jeweiligen Gemeinden pflegen, andererseits eine hohe Fluktuation, beispielsweise von Mitarbeitern großer Düsseldorfer Unternehmen, die aus ganz Deutschland und anderen Ländern kommen und für die Dauer ihrer Anstellung in der Stadt Pempelfort als Wohnort wählen. Besonders teuer ist das Wohnen in den Straßen nördlich des Hofgartens nahe am Rhein. Nach Osten hin sinken die Mietpreise wie auch die Qualität des Wohnumfelds. Der Bau der Neuen Stadtquartiere Derendorf, geplant mit 139.000 m² Wohnfläche für ca. 3.000 Bewohner und 311.000 m² Büroflächen für ca. 9.000 Arbeitsplätze, auch Le Quartier Central genannt, soll jedoch auch hier das Niveau erhöhen und wird so vermutlich zur weiteren Gentrifizierung beitragen.

## Geografie

Nordstraße/Duisburger Straße

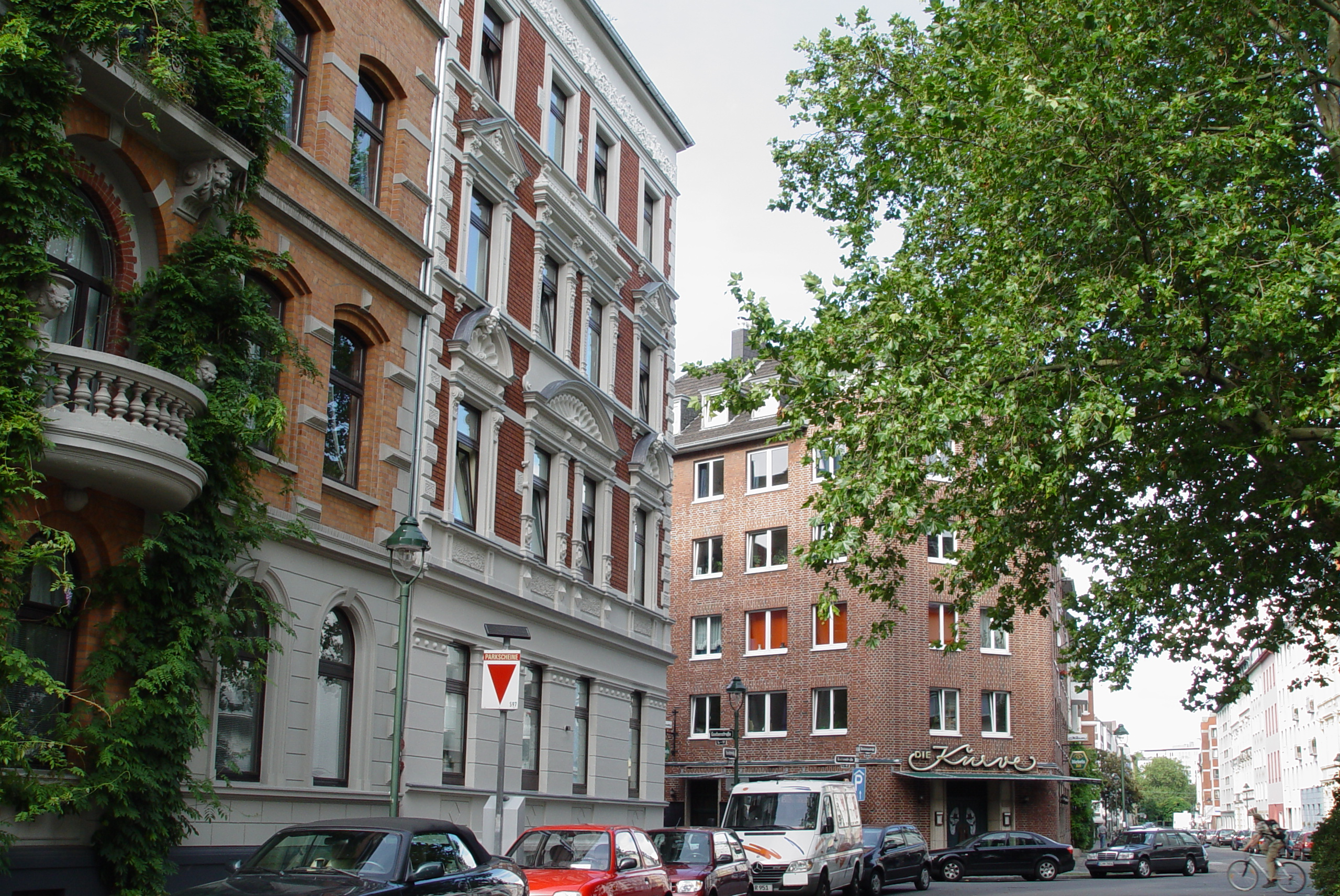
Luise-Oppenheimer-Platz

Der Düsseldorfer Stadtteil Pempelfort grenzt im Süden an Altstadt und Stadtmitte. Nach Westen hin wird der Stadtteil vom Rhein begrenzt, nach Osten von der Haupttrasse der Deutschen Bahn AG und vom Stadtteil Düsseltal. Teile Pempelforts, sogar sein bedeutendstes Versorgungszentrum, die Nordstraße, werden oft irrtümlich zum Stadtteil Derendorf gerechnet, doch tatsächlich liegt dieser erst nördlich der Jülicher Straße. Die Klever Straße trennt Pempelfort nach Norden hin vom Stadtteil Golzheim.
In Nord-Süd-Richtung wird Pempelfort von der Prinz-Georg-Straße durchschnitten, einer stark befahrenen Hauptverkehrsstraße, in deren baumbestandener Mitte ein Arm der Düssel oberirdisch fließt. Eine weitere Magistrale, die Pempelfort in Nord-Süd-Richtung durchquert, ist die weiter westlich verlaufende Kaiserstraße.
Der Stadtteil gehört zum zentralen Stadtbezirk 1. Hier befinden sich einige wichtige Institutionen, wie die Bezirksregierung Düsseldorf, das Oberlandesgericht Düsseldorf, das Finanzministerium Nordrhein-Westfalen und der Museumskomplex Ehrenhof mit dem Museum Kunstpalast, dem NRW-Forum und der Tonhalle. Die Ergo Versicherungsgruppe/Victoria-Versicherung hat hier ihre Zentrale.
Der Bereich um die Nordstraße bildet mit seinem vergleichsweise breiten und tiefen Angebot des Einzelhandels, der Gastronomie und der Dienstleistungen das wichtigste Versorgungszentrum nördlich der Innenstadt; es versorgt nicht nur Pempelfort, sondern auch die Stadtteile Derendorf und Golzheim.

## Demografie
Pempelfort ist mit seinen 2,71 km² flächenmäßig der zweitgrößte und mit fast 34.000 Einwohnern der größte und dichtbesiedeltste Stadtteil des Stadtbezirkes 1. Er weist mit fast 12.500 Einwohnern pro Quadratkilometer eine hohe Bevölkerungsdichte auf.

## Geschichte

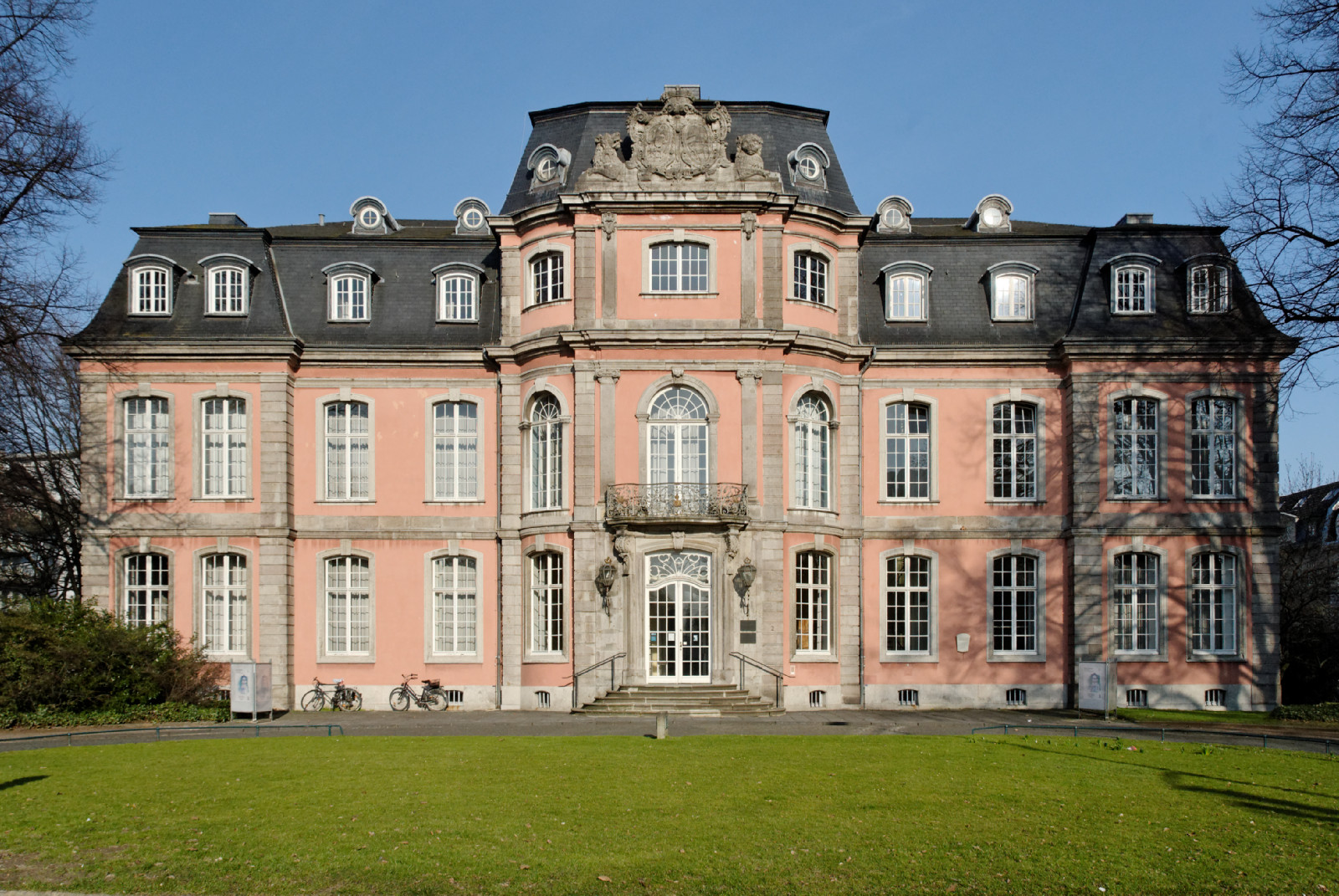
Schloss Jägerhof

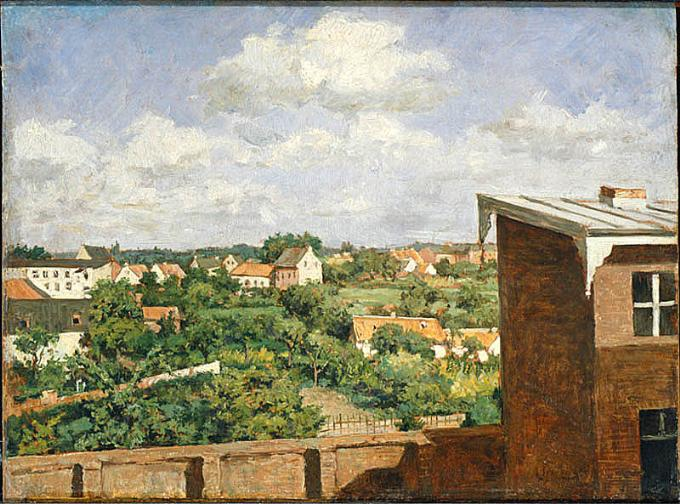
Blick auf Düsseldorf vom Atelierfenster (Rückseite der Jägerhofstraße), Gemälde von August Jernberg, um 1865: Sicht auf die noch locker bebaute Feldmark in Pempelfort

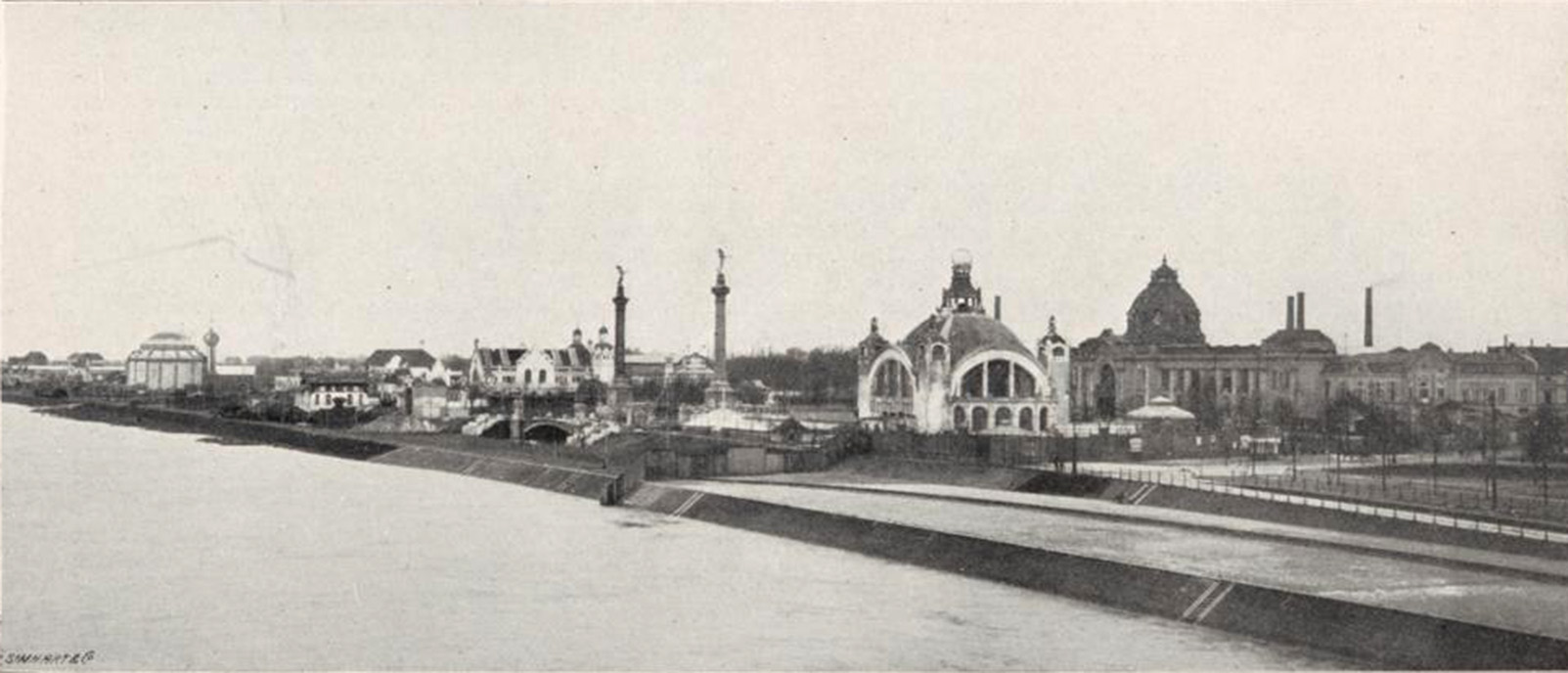
Pempelforter Rheinufer im Bereich der Golzheimer Insel während der Internationalen Kunstausstellung und großen Gartenbau-Ausstellung 1904

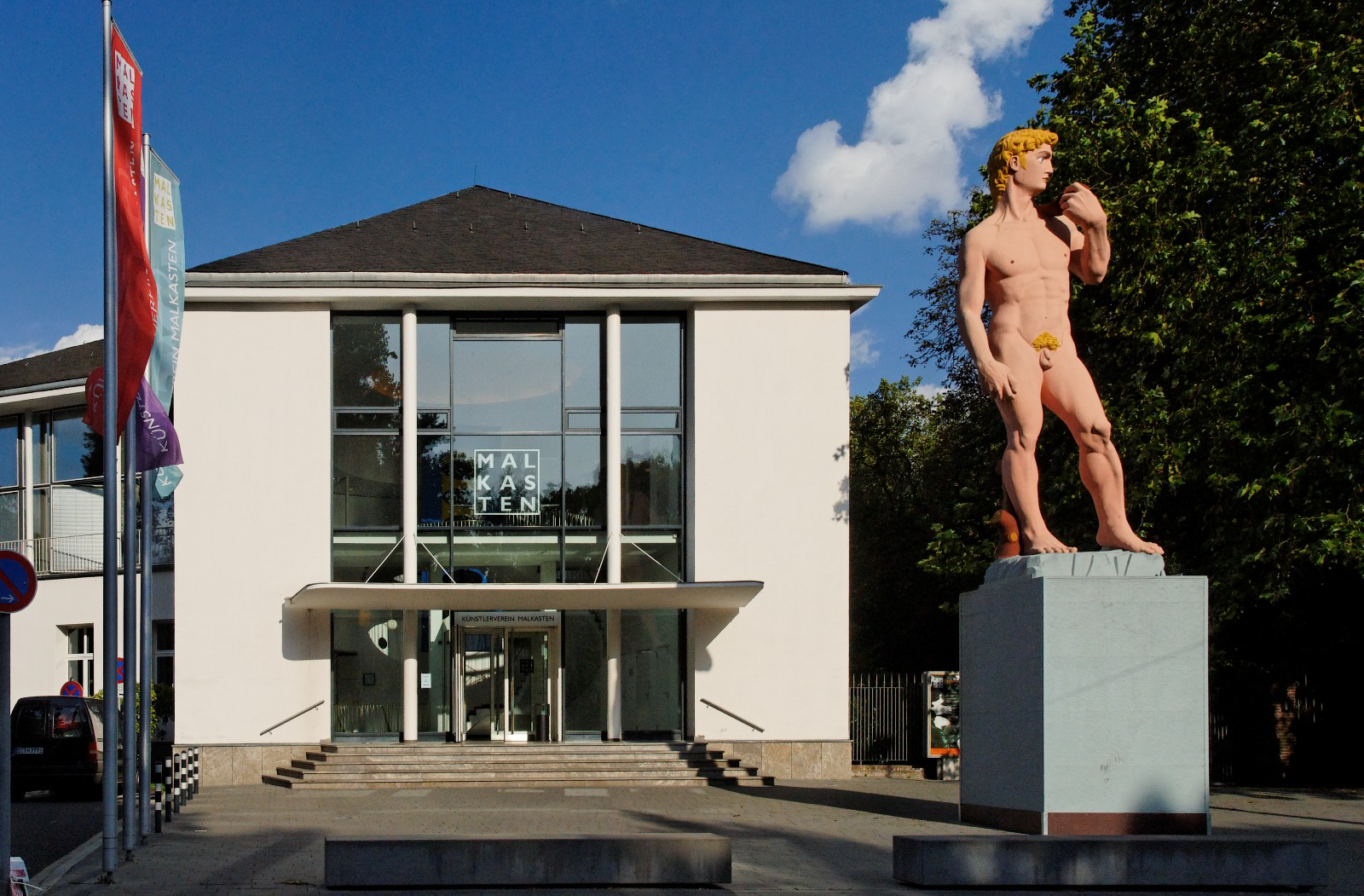
Haus des Künstlervereins Malkasten (2009)

Bis Anfang des 19. Jahrhunderts war das vor den ehemaligen Stadtmauern liegende Pempelfort nur wenig besiedelt. Ursprünglich soll der Dynastensitz der Ritter von Pempelfort an einer Furt über die Düssel hier gelegen haben. In der Urkunde zur Stadterhebung von 1288 wird neben anderen das Gut eines „Rumpolds in Pempelfort (Tempelfort)“ angeführt. Weiterhin wurde 1667 die Rochus-Kapelle am späteren Standort der gleichnamigen Kirche geweiht. Diese war von der Bürgerschaft gestiftet worden, nachdem die schwere Pest vorüber war.
1854 wurde vom preußischen König im Rahmen eines Stadterweiterungsplans das Gebiet zu einem offiziellen Stadtteil neben der Altstadt und Karlstadt ernannt. Auch zu dieser Zeit wies Pempelfort nur vereinzelte Siedlungsansätze und Gebäude auf, insbesondere das namensgebende Gut Pempelfort, den früheren Wohnsitz des Philosophen Friedrich Heinrich Jacobi, eingestreut in einer vorwiegend noch landwirtschaftlich und gärtnerisch genutzten Landschaft, unter den Gebäuden auch das Mitte des 18. Jahrhunderts erbaute Schloss Jägerhof.
Auf der Grundlage des Stadterweiterungsplans, dem die preußische Fluchtlinienplanung zu Grunde lag, entwickelte sich Pempelfort im 19. Jahrhundert rasch zum Wohnviertel des gehobenen Bürgertums. Unter den neuen Bewohnern traten Professoren der Kunstakademie Düsseldorf und arrivierte Künstler der Düsseldorfer Malerschule hervor, die insbesondere an der Jägerhofstraße ihre eleganten Stadthäuser bezogen, so wie auch an der Goltsteinstraße und der Jacobistraße mit dem Malkasten und dem Jacobi’schen Garten.
Zur Beliebtheit des neuen Stadtviertels trug maßgeblich der Hofgarten bei, dessen ältesten Teile bereits zwischen 1769 und 1771 angelegt worden waren. Nach der Schleifung der alten Festungsanlagen war der Hofgarten ab dem Jahre 1804 im Stil eines englischen Parks durch Maximilian Friedrich Weyhe beträchtlich erweitert sowie nach und nach mit Denkmälern und gastronomischen Einrichtungen ausgestaltet worden. So existierte im Hofgärtnerhaus zeitweise ein Gartenlokal sowie auf dem Ananasberg neben dem Weiher an der Landskrone ein Restaurant. Im westlichen Teil des Hofgartens gab es als Café das Majolikahäuschen, welches ursprünglich ein Ausstellungspavillon der Industrie- und Gewerbeausstellung Düsseldorf 1902 gewesen war.
Der Golzheimer Friedhof, welcher mit seinem südlichen Teil im Stadtteil Pempelfort liegt, wurde 1804 angelegt und 1897/98 wieder geschlossen. Er ist heute als Park für Spaziergänger geöffnet.
Der Künstlerverein Malkasten erwarb das Jacobi-Haus mit dem Jacobi’schen Garten im Jahre 1861 und erweiterte es 1864 bis 1867 mit dem Fest- und Gesellschaftshaus. Nach dem Zweiten Weltkrieg wurde das alte Jacobihaus wieder aufgebaut und mit dem neuen modern gestalteten Gesellschaftshaus verbunden.
Der 1864 gegründete katholische „Marien-Hospital-Verein“ erwarb 1866 einen Teil des Stockkamper Guts, westlich an der Düssel gelegen, um dort das Marien Hospital zu errichten. Die Grundsteinlegung erfolgte 1867. Seine ersten Kranken erhielt das Haus 1870. Es waren verwundete des Deutsch-Französischen Kriegs. Im Zweiten Weltkrieg stark zerstört, wurde der Wiederaufbau 1953 eingestellt und das neue Marien Hospital Düsseldorf 1970 eingeweiht.
Im Jahre 1888 wurde die Prinz-Georg-Straße als Allee angelegt und nach Prinz Georg von Preußen benannt, einem Gönner des Historischen Museums und der Düsseldorfer Schützen.
1897 wurde die Rochuskirche geweiht und der Gemeinde übergeben.
Das Gebäude des Oberlandesgerichts stammt aus dem Jahr 1910, ein Jahr später wurde das benachbarte Gebäude des Regierungspräsidenten fertiggestellt.
1902 eröffnete am Rheinufer (an der Stelle des heutigen Rheinparks) die Industrie- und Gewerbeausstellung und zahlreiche Gebäude und Hallen bildeten den Grundstock für ein späteres Messegelände an dieser Stelle, u. a. mit der GeSoLei, der Großen Ausstellung für Gesundheitspflege, soziale Fürsorge und Leibesübungen im Jahre 1926. 1971 wurde die Messe an den heutigen Standort nach Stockum verlegt und die vorhandene Stadthalle wich nach 1990 den Bauten der Verwaltung der Victoria-Versicherung.
1907 bis 1908 erbaute Architekt Josef Kleesattel das „Künstler Atelier-Haus“ Sittarder Straße 5. Dort hat bis heute der Verein der Düsseldorfer Künstler (VdDK), einer der ältesten Künstlerorganisationen Deutschlands, gegründet 1844, seinen Sitz.
1914 wurde das Stück von der Duisburger Straße bis zur Rochusstraße in Alt Pempelfort umbenannt.
Die Tonhalle bezog das ehemalige Planetarium im Ehrenhof im Jahre 1978.

## Gegenwart

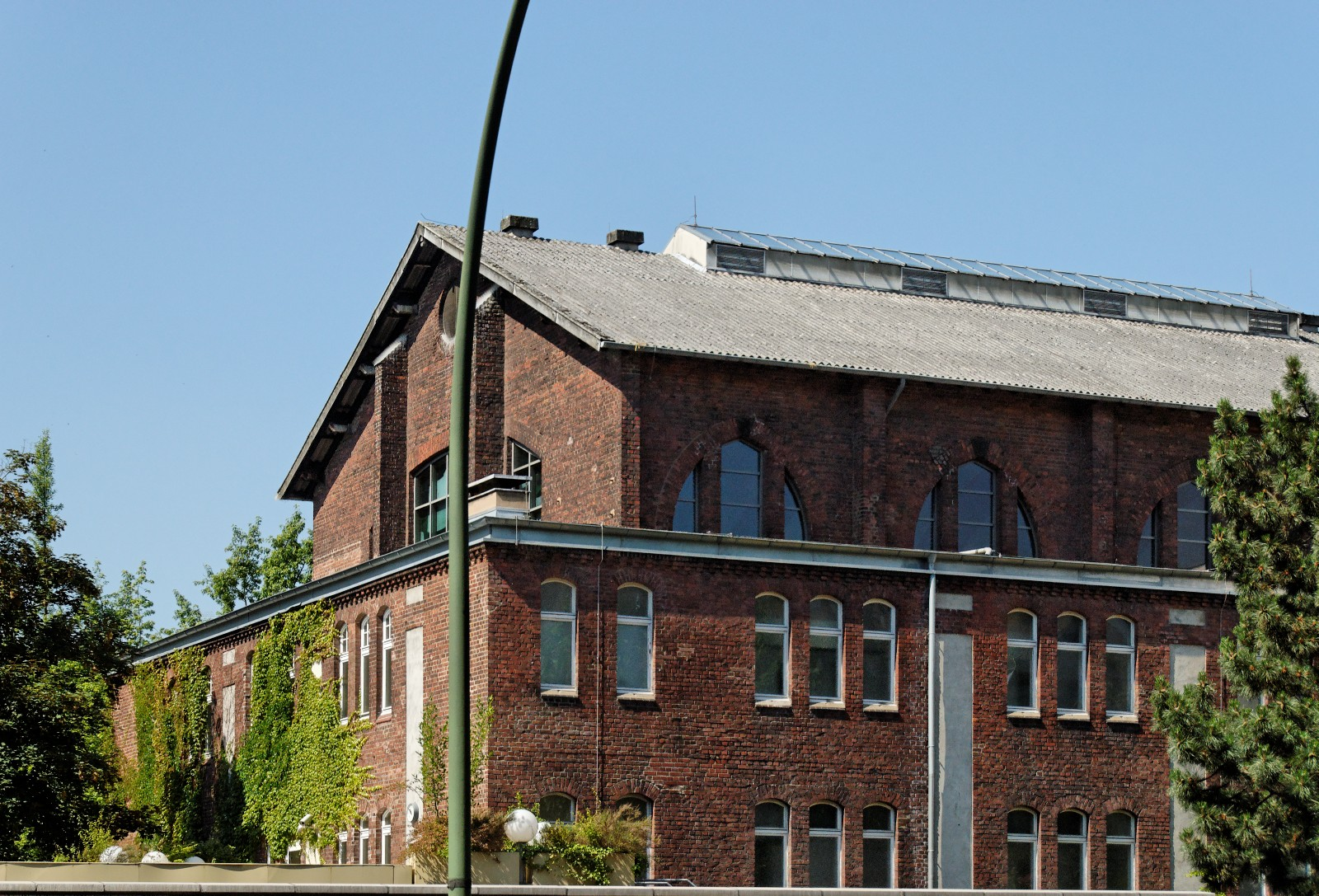
Münster-Therme, von der Moltkestraße gesehen

Als Zentrum des westlichen Pempelforts kann die Einkaufsmeile Nordstraße angesehen werden. Sie hält mit Geschäften für Lebensmittel, Delikatessen, Bio- und Dritte-Welt-Produkte, Möbel, Blumen, Spiel- und Schreibwaren, Kleidung und Sportbedarf über Buch-, Wein- und Antiquitätenhandlungen bis hin zu Optikern, Goldschmieden, Parfümerie, Spielotheken, sowie der einzigen unabhängigen Hörbuchhandlung Deutschlands u. v. m. ein reichhaltiges Warenangebot bereit. Somit stellt sie außerhalb der Innenstadt die größte Einkaufsstraße der Stadt dar. Dazwischen und in den Seitenstraßen befinden sich viele Kneipen, Restaurants und Cafés; besonders viele Italiener – von einfach bis edel.
An der Münsterstraße, in der Nähe des Dreiecks, befindet sich das jüngst behutsam renovierte Jugendstil-Schwimmbad Münster-Therme.
Das Zentrum des östlichen Pempelforts stellt mit Geschäften des täglichen Bedarfs die Derendorfer Straße dar. Beliebt ist hier außerdem das Gelände des ehemaligen Güterbahnhofs, auf dem einige Geschäfte und Restaurationen ihre Dienste anbieten. Der samstägliche Indoor-Trödelmarkt musste Ende 2007 dem Beginn des Großbauprojektes Neue Stadtquartiere Derendorf weichen, das Restaurant und Club „Les Halles“ führte seinen Betrieb aber bis Ende 2014 fort. Beliebt waren bis zur gesamten Übernahme des Geländes durch das Bauvorhaben auch die Gastronomien in den ehemaligen Güterbahnhofshallen, deren Trödel-Interieur den Lokalen den charakteristischen Shabby Chic verlieh. Weiterhin gut frequentiert sind die Cafés, Restaurants und Kneipen weiter nördlich im Bereich Moltke- und Tußmannstraße. Am Kolpingplatz, der von der Klever Straße, der Mauerstraße, der Pfalzstraße und der Schwerinstraße gerahmt wird, findet mittwochs und samstags der Rheinische Bauernmarkt mit einem Angebot von Lebensmitteln und Blumen aus der Region statt.

## Sehenswürdigkeiten
- Theatermuseum Düsseldorf
- Museum Kunstpalast (Ehrenhof)
- NRW-Forum (Ehrenhof)
- Tonhalle (Ehrenhof)
- Hofgarten

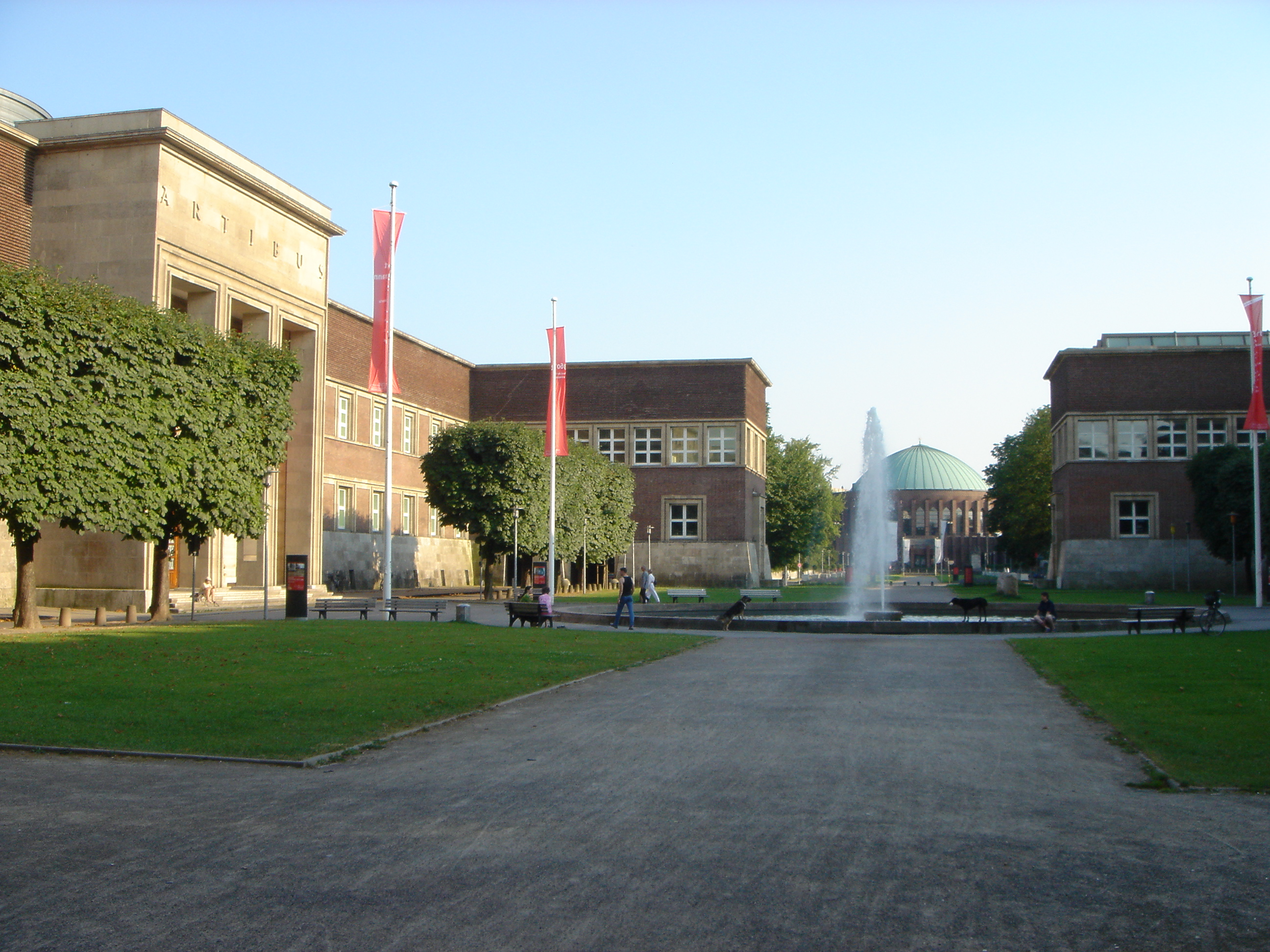
Ehrenhof

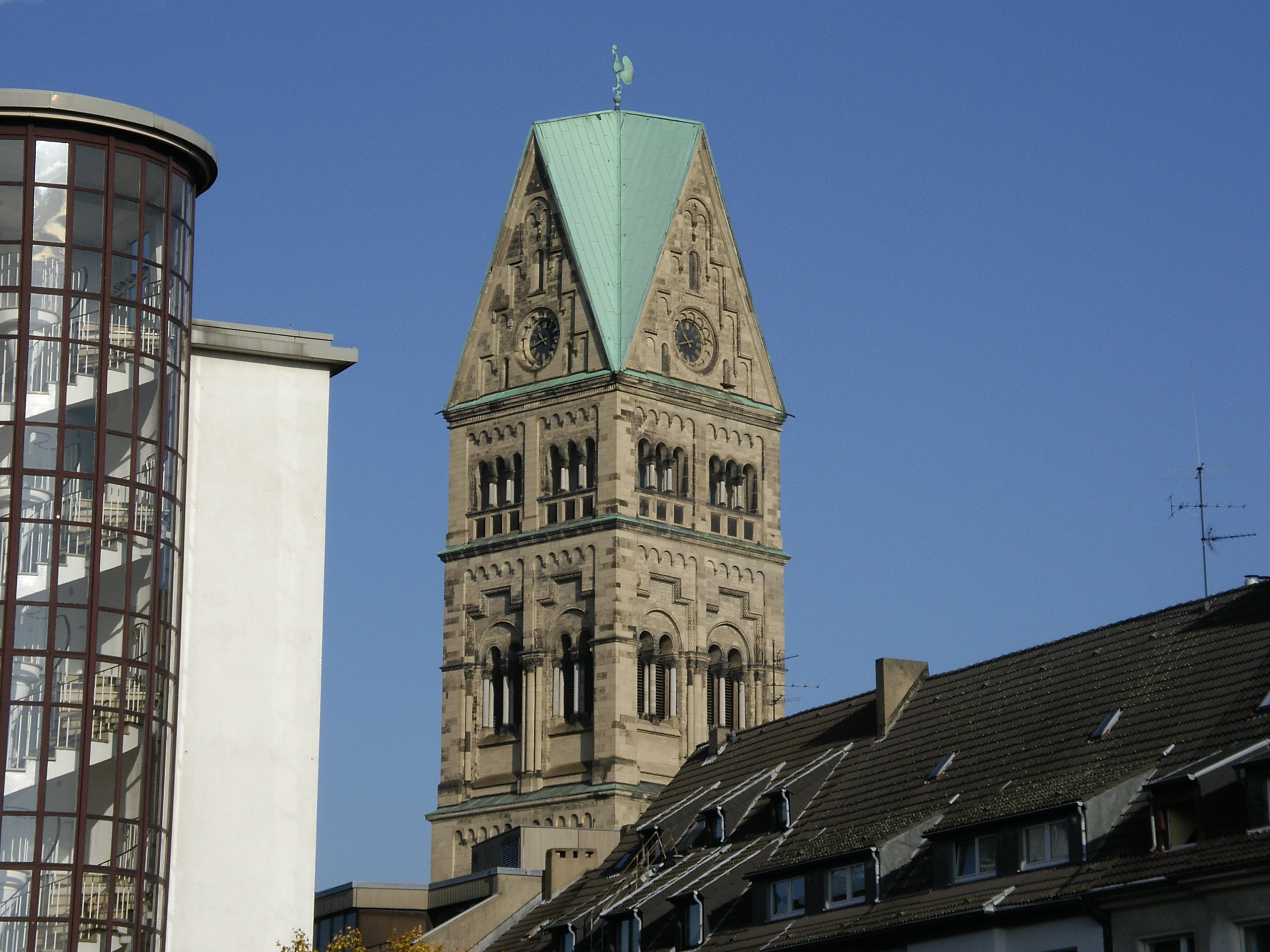
Rochuskirche

- Malkastenpark (kleiner historischer Privatpark des Künstlervereins Malkasten)
- Rheinpark (Pempelforter Teil südlich einer gedachten axialen Verlängerung der Klever Straße)
- Historischer Friedhof Golzheim (Pempelforter Teil südlich der Klever Straße)
- Rheingärtchen (dekorative Gartenanlage am Rheinufer)
- Schloss Jägerhof
- Rochuskirche

## Verkehr
Pempelfort wird von einer Vielzahl von Straßenbahn- (701, 704, 705, 706, 707) und Buslinien (SB50, SB55, 721, 722, 737, 752, 754, 756, 758) bedient. Im Westen des Stadtteils verkehren im Verlauf der Kaiserstraße außerdem die Stadtbahn-Linien U78 und U79 (hier als U-Bahn, mit den Stationen Nordstraße und Victoriaplatz/Klever Straße), sowie oberirdisch auf der Oberkasseler Brücke die Linien U70, U75, U76 und U77. Im Osten bieten die Stationen Wehrhahn und Zoo Anschluss an die S-Bahnen S1, S6, und S11 der S-Bahn Rhein-Ruhr und an die Wehrhahn-Linie (U71, U72, U73, U83).
Für den Autoverkehr gewährleistet der Zubringer Kennedydamm im Norden des Stadtteils einen schnellen Anschluss an die Autobahnen nördlich der Stadt. Nach Süden hin dient vor allem der Rheinufertunnel als Verbindung. Im Zuge der Bebauung des früheren Güterbahnhofs Derendorf soll die neue Entlastungsstraße Derendorf als Hauptverkehrsstraße die anderen Nord-Süd-Verbindungen entlasten und Mobilität für die Bewohner und Angestellten im „neuen Stadtteil“ sicherstellen.

## Persönlichkeiten
- Eugen Rolfes (1852–1931), Geistlicher und Aristoteles-Übersetzer
- Max Stern (1872–1943), Maler
- Wim Wenders (* 1945), Filmregisseur und Fotograf